# Молочное стекло

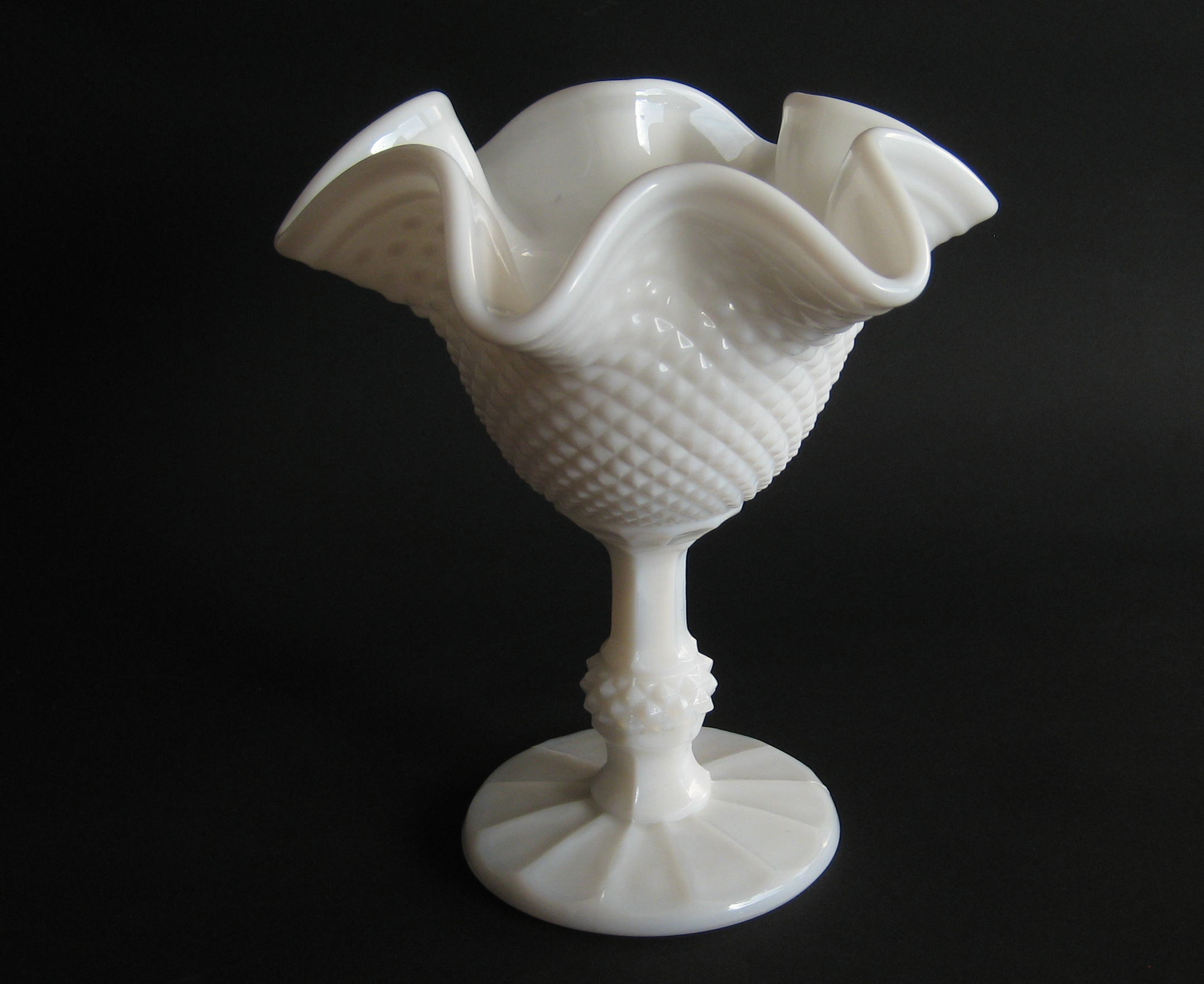
Декоративная чаша из молочного стекла

Молочное стекло (другие названия — глухое белое или костяное) — непрозрачное матовое стекло, как правило, молочно-белого цвета, прессуемое в самых разнообразных формах.
Впервые было изготовлено в Венеции в XVI веке и окрашивалось в различные цвета: синий, розовый, жёлтый, коричневый, чёрный, а также белый, из-за которого и получило в итоге своё название. В XIX столетии часто именовалось «опаловым стеклом»; к концу столетия благодаря производителям, выпускавшим популярные тогда изделия белого цвета, устоялось название «молочное стекло».
Белый цвет изделий достигался за счет добавления глушителя, например, диоксида олова или костяной золы. «Словарь Брокгауза и Ефрона» приводит следующий рецептурный состав по изготовлению молочного стекла: на 100 весовых частей песка следовало добавить поташа— 44 части, костяной золы — 36, гашеной извести — 2, поваренной соли — 5 частей.

## Использование

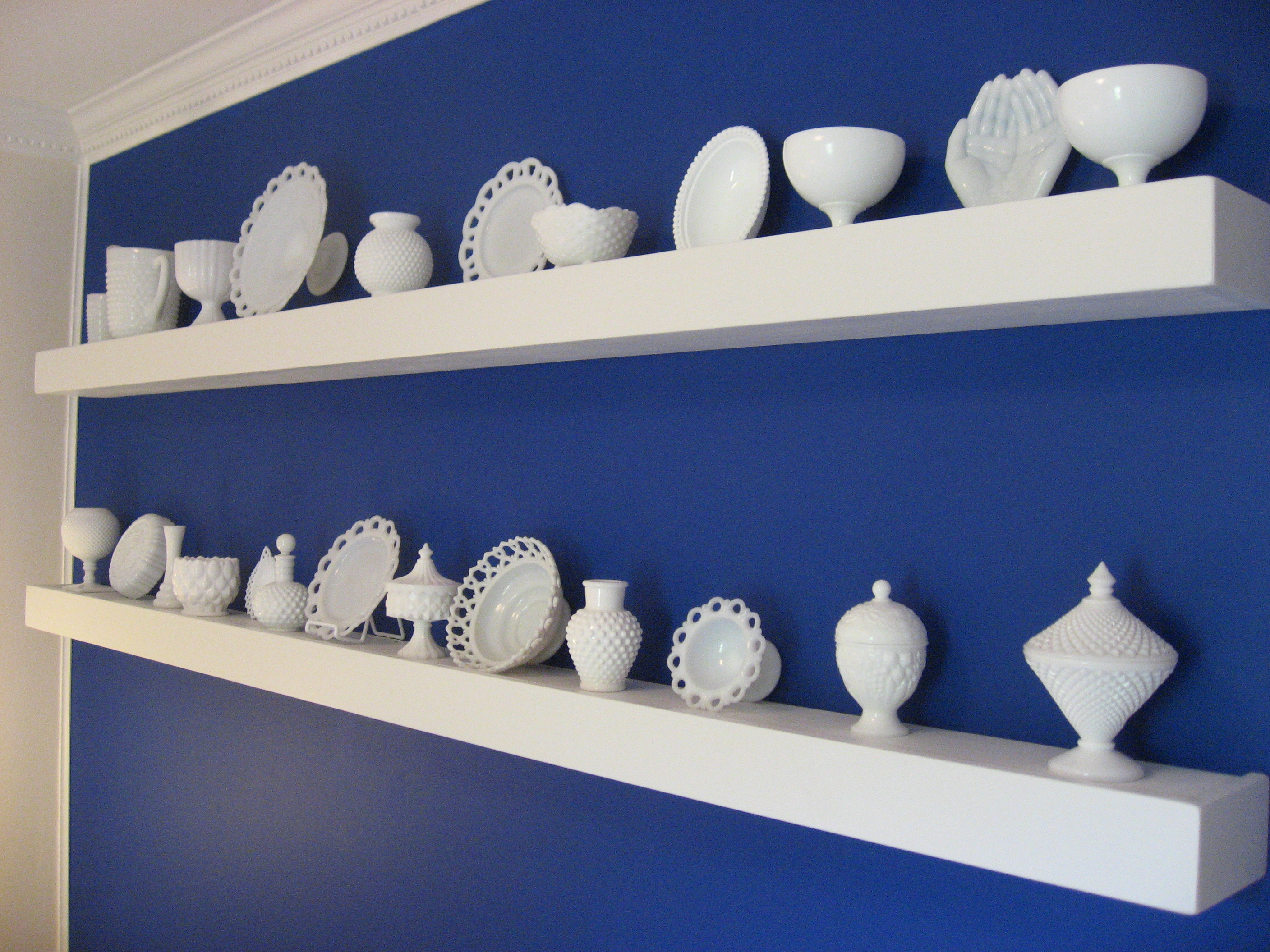
Коллекция изделий из молочного стекла

В конце XIX века наиболее популярными изделиями из молочного стекла были декоративная посуда (в особенности небольшие стаканчики), светильники, вазы и бижутерия. Изделия, изготовленные для богатой прослойки общества «Позолоченного века», были известны своей изысканностью, нежностью цвета и дизайном, но в 1930-х и 1940-х годах, после Великой депрессии, их производство упало. Одним из самых известных произведений из молочного стекла опаловой расцветки являются четыре циферблата на часах, размещённых на фасаде Центрального вокзала Нью-Йорка.

## Коллекционирование
Произведения из молочного стекла нередко являются объектами коллекционирования. Современные стекольщики продолжают производить как оригинальные изделия, так и репродукции популярных коллекционных предметов и украшений.